# Boursonne
Boursonne és un municipi francès, situat al departament de l'Oise i a la regió dels Alts de França. L'any 2007 tenia 271 habitants.

## Demografia

### Població
El 2007 la població de fet de Boursonne era de 271 persones. Hi havia 100 famílies de les quals 20 eren unipersonals (4 homes vivint sols i 16 dones vivint soles), 32 parelles sense fills i 48 parelles amb fills.
La població ha evolucionat segons el següent gràfic:
Habitants censats

### Habitatges
El 2007 hi havia 124 habitatges, 100 eren l'habitatge principal de la família, 16 eren segones residències i 8 estaven desocupats. 121 eren cases i 3 eren apartaments. Dels 100 habitatges principals, 85 estaven ocupats pels seus propietaris, 10 estaven llogats i ocupats pels llogaters i 5 estaven cedits a títol gratuït; 3 tenien dues cambres, 23 en tenien tres, 27 en tenien quatre i 47 en tenien cinc o més. 77 habitatges disposaven pel capbaix d'una plaça de pàrquing. A 41 habitatges hi havia un automòbil i a 51 n'hi havia dos o més.

### Piràmide de població
La piràmide de població per edats i sexe el 2009 era:
| Homes | Edats   | Dones |
| ----- | ------- | ----- |
| 0     | 95 o +  | 0     |
| 0     | 90 a 94 | 4     |
| 0     | 85 a 89 | 4     |
| 0     | 80 a 84 | 0     |
| 12    | 75 a 79 | 0     |
| 4     | 70 a 74 | 8     |
| 4     | 65 a 69 | 4     |
| 0     | 60 a 64 | 0     |
| 4     | 55 a 59 | 0     |
| 8     | 50 a 54 | 8     |
| 16    | 45 a 49 | 12    |
| 8     | 40 a 44 | 16    |
| 16    | 35 a 39 | 8     |
| 8     | 30 a 34 | 8     |
| 8     | 25 a 29 | 4     |
| 0     | 20 a 24 | 0     |
| 8     | 15 a 19 | 0     |
| 20    | 10 a 14 | 8     |
| 8     | 5 a 9   | 8     |
| 12    | 0 a 4   | 0     |

## Economia
El 2007 la població en edat de treballar era de 173 persones, 128 eren actives i 45 eren inactives. De les 128 persones actives 115 estaven ocupades (60 homes i 55 dones) i 13 estaven aturades (7 homes i 6 dones). De les 45 persones inactives 12 estaven jubilades, 23 estaven estudiant i 10 estaven classificades com a «altres inactius».

### Ingressos
El 2009 a Boursonne hi havia 103 unitats fiscals que integraven 268,5 persones, la mediana anual d'ingressos fiscals per persona era de 21.514 €.

### Activitats econòmiques
Dels 7 establiments que hi havia el 2007, 1 era d'una empresa de comerç i reparació d'automòbils, 1 d'una empresa d'hostatgeria i restauració i 5 d'empreses de serveis.
L'únic establiment comercial que hi havia el 2009 era una botiga de menys de 120 m².

## Equipaments sanitaris i escolars
El 2009 hi havia una escola maternal integrada dins d'un grup escolar amb les comunes properes formant una escola dispersa.

## Poblacions més properes
El següent diagrama mostra les poblacions més properes.